# 남아시아 경기 대회
남아시아 경기 대회(영어: South Asian Games)는 남아시아 7개국이 참가하는 종합 스포츠 대회로, 1983년에 창설된 남아시아 체육 평의회가 이 대회를 주관한다.

## 참가국
- 인도
- 파키스탄
- 방글라데시
- 스리랑카
- 네팔
- 부탄
- 몰디브

### 이전 참가국
- 아프가니스탄(2004~2016)

## 개최지
|        | 남아시아 경기 대회 | 남아시아 경기 대회 | 남아시아 경기 대회 |
| ------ | ------------------ | ------------------ | ------------------ |
| 연도   | 회                 | 도시               | 나라               |
| 1984년 | 1                  | 카트만두           | 네팔               |
| 1985년 | 2                  | 다카               | 방글라데시         |
| 1987년 | 3                  | 콜카타             | 인도               |
| 1989년 | 4                  | 이슬라마바드       | 파키스탄           |
| 1991년 | 5                  | 콜롬보             | 스리랑카           |
| 1993년 | 6                  | 다카               | 방글라데시         |
| 1995년 | 7                  | 첸나이             | 인도               |
| 1999년 | 8                  | 카트만두           | 네팔               |
| 2004년 | 9                  | 이슬라마바드       | 파키스탄           |
| 2006년 | 10                 | 콜롬보             | 스리랑카           |
| 2010년 | 11                 | 다카               | 방글라데시         |
| 2016년 | 12                 | 구와하티 & 실롱    | 인도               |
| 2019년 | 13                 | 카트만두           | 네팔               |
| 2025년 | 14                 | 라호르             | 파키스탄           |